# Кімната Джованні
«Кімната Джованні» (англ. Giovanni's Room) — роман американського письменника Джеймса Болдвіна, написаний 1956 року. У центрі твору описується життя американця, що проживає у Парижі, та його почуття і розчаруваннях у стосунках з іншим чоловіком – італійським барменом – Джованні, з яким пересікаються долі в паризькому гей-барі.
Роман «Кімната Джованні» здобуває особливу увагу суспільності через щемке висвітлення зі співчуттям і артистизмом уявлення про гомосексуальність і бісексуальність, тим самим сприяючи ширшому публічному обговоренню питань, що стосуються гомосексуальності.

## Сюжет
Девід, молодий американський чоловік, чия дівчина вирушає в Іспанію, щоб подумати над прийдешнім весіллям, залишається один у Парижі. Він зав’язує роман з італійським чоловіком – Джованні. Уся історія розказана Девідом під час «ночі, що веде до найгіршого ранку в моєму житті», коли Джованні стратять. Болдвін зачіпає тему соціальної ізоляції, кризу прояву гендерної та соціальної ідентичності, а також конфлікти маскулінності в історії про молодого бісексуального чоловіка, що взаємодіє з публічною сферою суспільства, яке не сприймає ключовий аспект його сексуальності.

### Частина перша
Девід, що знаходиться на півдні Франції, збирається повернутися до Парижа. Його дівчина, Гелла, якій він зробив пропозицію перед тим, як вона поїхала в Іспанію, повернулася до США. Щодо Джованні, то він очікує на гільйотину.
Девід пам’ятає свій перший досвід із хлопцем, Джоуі, який жив у Брукліні. Вони стали друзями, і, врешті-решт, мали сексуальний контакт під час ночівлі. На наступний день Девід пішов а трохи пізніше - почав знущатися з Джоуі з метою відчути себе справжнім чоловіком, якому не цікава тема гомосексуальності.
Зараз Девід живе з своїм батьком, який схильний до алкоголізму, та тіткою Еллен. Остання докоряє чоловіку через те, що він не є гарним прикладом для сина. Батько Девіда каже, що все, що він хоче для Девіда – це аби він був справжнім чоловіком. Пізніше, Девід починає пиячити також і, одного разу, будучи в стані алкогольного сп’яніння, потрапляє в ДТП. Повернувшись з лікарні, хлопець вирішує поговорити з батьком і переконує його в тому, аби не вступати до коледжу, а натомість одразу влаштуватися на роботу. Девід вирішує переїхати до Франції в пошуку себе.
Після року перебування в Парижі, він телефонує Жаку – старому знайомому-гею, аби зустрітися з ним на вечері, щоб позичити гроші. (У флешфорварді, Жак і Девід знову зустрічаються, аби обговорити крах у житті Джованні.) Два чоловіки йдуть до бару Гійома. Вони зустрічають Джованні, нового бармена, на якого Жак намагається справити враження, спілкуючись із Гійомом. У той же час, Девід і Джованні знайомляться ближче, стають друзями. Пізніше, всі вони відвідують ресторан у Ле-Алі – паризькому центральному харчовому ринку. Жак радить Девіду не соромитися своїх почуттів щодо Джованні; чоловіки їдять устриці та п’ють біле вино. Джованні розповідає, як зустрів Гійома в кінотеатрі, як вони пізніше повечеряли разом, тому що хлопець хотів поїсти безкоштовно. Згодом, Девід і Джованні йдуть до кімнати італійця, де займаються коханням.
Події повертаються до дня смертної кари Джованні. Девід знаходиться у своїй квартирі на півдні Франції. Доглядачка за будинком приходить для інвентаризації, оскільки хлопець виїжджає наступного дня. Вона радить йому одружитися, завести дітей та молитися.

### Частина друга
Девід переїжджає до маленької кімнати Джованні. Вони почали говорити про Геллу. Італієць не переживає за неї, однак показує своє мізогіністичне ставлення щодо жінок і потребу для чоловіків домінувати над ними. Девід коротко описує кімнату Джованні, яка завжди темна, оскільки в ній немає штор, а чоловікам треба усамітнюватися. Потім він читає лист від батька, у якому той просить сина повернутися до США, але хлопець не бажає цього робити. Девід випадково наштовхується на вулиці на матроса, герой вірить, що він гей, хоча й незрозуміло, чи правда це: матрос просто з цікавістю дивився на Девіда.
Через декілька місяців герой отримує листа від Гелли, у якому та пише про повернення через декілька днів до Франції. Девід усвідомлює, що скоро він має розірвати стосунки з Джованні. Для того, аби переконати себе в гетеросексуальності, хлопець йде на пошуки жінки, з якою він зможе зайнятися коханням. Девід зустрічає в барі знайому на ім’я Сью, вони йдуть до неї додому та займаються сексом. Однак зранку герой відчуває огиду до дівчини, він не хоче її бачити та усвідомлює, що зробив це заради власної вигоди. Коли Девід повертається до кімнати, він знаходить Джованні, що перебував у стані істерики, оскільки того було звільнено з бару Гійома.
Врешті-решт Гелла повертається й Девід залишає кімнату Джованні без попередження на три дні. Він надсилає батьку лист, аби попросити грошей на весілля. Під час прогулянки пара заходить до книжкового магазину, де випадково натрапляє на Жака й Джованні. Геллі не подобається манерність Жака, вона відразу починає відчувати себе некомфортно. Після прогулянки дівчина повертається до номеру в готелі. Девід востаннє йде в кімнату Джованні, де каже йому, що вони не зможуть бути разом. У нього складається відчуття, що він втрачатиме власну мужність, якщо залишиться з італійцем. Пізніше, Девід випадково зустрічає Джованні і розуміє, що, очевидно, італієць уже скотився до заробітку на життя у вигляді чоловічої проституції для підстаркуватих чоловіків типу Жака. Згодом герой зустрічає Іва, хлопця, що грав у пінбол в ресторані. Він з’ясовує, що Джованні вже не з Жаком, і можливо знову зможе отримати роботу в барі Гійома.
Раптово на шпальтах газет з’являється стаття про вбивство Гійома, а звинуваченим у ньому стає Джованні (газети не ганьблять добре ім’я Гійома, тому мотивом стає звичайне пограбування). Девід уявляє собі, що італієць пішов до бару з метою отримання роботи, погодившись пожертвувати своєю гідністю та переспати з Гійомом. Після того, Гійом відмовляє хлопцю в роботі: чоловіки розуміють, що Джованні більше не відіграє ніякої важливої ролі для клієнтів бару, оскільки його приватне життя було виставлене на публіку. У нападі люті й болю, хлопець вбиває Гійома. Джованні намагається переховуватися, але його знаходить поліція. Хлопцю загрожує смертна кара за вбивство. Пізніше Гелла й Девід їдуть на південь Франції, де обговорюють питання гендерних ролей: дівчина виражає своє бажання підкорюватися чоловіку, бути йому вірною жінкою. У стані розпачу, герой залишає її та їде до Ніцци, аби розважитися в місцевих барах. Там він проводить час із матросом, якого зустрічав раніше. Коли Гелла знаходить Девіда з матросом, вона вирішує повернутися до США. Роман закінчується роздумами Девіда про смертну кару Джованні та про наявність власної провини в скоєному.

## Герої
- Девід — протагоніст та оповідач. Американець, має біляве волосся. Упродовж усього роману бореться з проявами власної сексуальності та внутрішньої гомофобії. Його мати померла, коли хлопчику було п'ять років.
- Гелла — дівчина Девіда, вони зустрілися в Сен-Жерменському кварталі. Із Міннеаполісу, переїхала до Парижа, аби навчатися живопису, поки не усвідомила, що це не те, чим вона хоче займатися. Зустріла Девіда випадково. Протягом усього роману Девід намагався одружитися з нею.
- Джованні — молодий італієць. Покинув свою країну після того, як його дівчина народила мертвонароджене маля. Працює барменом у гей-барі Гійома. Джованні є головним героєм, чиї стосунки з Девідом змушують чоловіків проводити більшу частину історії роману в його квартирі. Кімната Джованні є дуже брудною: повсюду розкидане гниле картоплиння та розлите вино.
- Жак —  літній бізнесмен з Америки, народився в Бельгії. Витрачає гроші на молодиків, одним з яких є Девід.
- Гійом — власник гей-бару в Парижі.
- Палаюча Принцеса — чоловік, який застерігає Девіда в гей-барі, кажучи, що Джованні дуже небезпечний.
- Мадам Клотільда — власниця ресторану в Ле-Алі.
- П'єр — молодий хлопець, що знаходився в ресторані.
- Ів — молодий хлопець, обличчя якого повне веснянок. Грав у пінбол у ресторані.
- Сью — дівчина з Філадельфії, яка походить із багатої родини і з якою Девід мав коротку й печальну інтрижку.
- Тато Девіда — їхні відносини переповнені неправдивою щирістю. Чоловік не може змиритися з фактом того, що вони не близькі та він не зміг виховати сина як слід. Одружився вдруге, коли Девід уже виріс. Упродовж усього роману відправляє синові гроші, аби утримувати його в Парижі, благає Девіда повернутися в США.
- Еллен — тітка Девіда. Читає та в'яже; на вечірки вдягається бідно, але з великою кількістю макіяжу на обличчі. Вона переживає, що тато Девіда має негативний вплив на його подальше життя.
- Джоуі — сусід Девіда в Коні-Айленді, Бруклін. Перший досвід одностатевого сексу в Девіда був із ним.
- Беатріс — жінка, з якою бачиться тато Девіда.

## Основні теми

### Відчуження
Одною з головних тем роману є соціальне відчуження. Сьюзан Страйкер зазначає, що до написання «Кімнати Джованні», Джеймс Болдвін тільки недавно емігрував до Європи та "відчуття, що наслідки політики расизму в США ніколи не дозволять йому бути звичайним письменником, страх бути затаврованим геєм означатиме, що можна поставити хрест на письменницькій кар'єрі." У «Кімнаті Джованні» Девід зустрічається з аналогічним рішенням: перед хлопчиною постає вибір між дівчиною-американкою та хлопцем-європейцем, але врешті подібно Болдвіну, боротьба зливається з відчуттям "відчуженності культури, що його породила."

### Ідентичність
У відповідності з темою соціального відчуження, роман також порушує тему походження й ідентичності. Англійська професорка Валері Рохі з Університету Вермонта зазначає: "Питання походження й ідентичності є основними в романі Джеймса Болдвіна «Кімната Джованні». Сам текст продовжує традицію американських експатріантських романів, відомими авторами яких є Гертруда Стайн і, особливо, Генрі Джеймс. Таким чином, роман також порушує такі питання, як націоналізм, ностальгія, конституція расових і сексуальних суб'єктів у термінах, що особливо резонують у сучасній політиці ідентичності."

### Мужність/Маскулинність
Девід бореться з невпевненістю у своїй мужності протягом усього роману. Він витрачає багато часу, порівнюючи себе з кожним чоловіком, якого зустріне, гарантуючи, що його мужність дозволяє йому "бути успішним" у суспільстві. Для героя, мужність переплетена з проявом сексуальної ідентичності, і, таким чином, він вважає, що його гомосексуальні бажання йдуть врозріз із цим. Болдвін направляє джерело токсичної маскулинності на батька Девіда, оскільки син переймає більшість його проблемних рис. Девід прагне знайти авторитет і звинувачує батька у відсутності цієї риси та відповідальності за більшість із вад упродовж усього роману. Це все досягає кульмінаційного моменту, коли Девід, будучи в стані алкоголького сп'яніння, потрапляє в ДТП (цю звичку він унаслідував від батька). Коли батько приїжджає до сина в лікарню, той каже: "Ти не маєш щось проти мене, правда?". Ця подія руйнує їхні стосунки й закріплює в поведінці Девіда токсичну маскулинність.

### Зрілість
Слово "зрілість" аналогічно повторюється безліч разів протягом усього роману, як слово "мужність/маскулинність". Різниця між цими поняттями полягає в тому, що зрілість Девіда більш пов'язана з його сексуальними стосунками, тоді як мужність/маскулинність визначається суспільною поведінкою, яку герой, як він стверджує, унаслідував від батька. У результаті, ненависть до себе відображала останній удар по чоловіку, який вже відчував доволі сильну дисфорію. Позиціонування в романі зрілості з боку Болдвіна також іде поруч із проблемами державності, прояву сексуальності та всіх інших аспектів діяльності, що стосуються публічної сфери. Хосеп Арменгол пов'язав зображення зрілості Болдвіном зі способом відображення темного досвіду письменника в ЛГБТ-спільноті, особливо тоді, коли Девід описує свій перший сексуальний контакт із хлопцем на ім'я Джоуі. У цьому сенсі слово "темний" стає головною думкою для зображення його досвіду та його темних думок, що оточували героя з Джоуі.

### ЛГБТ-простір і рух у суспільстві
Більша частина сюжету роману відбувалася в місцинах для квір-особистостей. Наприклад, гей-бар, який часто відвідує Девід, стає каталізатором, що дозволяє сюжету розвиватися. Бар функціонує також як посередник для Девіда: письменник використовує цю установку, аби порушити більшість питань у романі. Однак, бар залишається місцем, куди герой постійно повертається. Роман Болдвіна є одним із найбільш точних зображень ЛГБТ-спільноти, твір відображає її публічне й приватне життя. Це образ поведінки гомосексуальних людей, які все ще, як Девід, поводять себе в суспільстві "закрито", і як різноманітні погляди справляють враження як на людину, так і на суспільство, у якому вона взаємодіє.

### Гомосексуальність/Бісексуальність
Сексуальність є основною темою в романі письменника. Однак, він нашаровує сприйняття цього питання, формуючи конфлікт головного героя не лише стосовно гомосексуальності й гетеронормативності, але й гомосексуальності й бісексуальності. Цей нашарований досвід посилює поняття того, що розуміння Девідом сексуальності пов'язане з його сприйняттям гендерних норм. Він страждає від ідеї того, що його можуть приваблювати жінки лише через те, що він бачить у цьому доказ власної тендітної мужності. Створюючи цей конфлікт, Болдвін досить точно описує чоловічий бісексуальний досвід, почуття нерішучості й сором'язливості. Саме дане зображення тем бісексуальності та бісексуального стирання робить роман Болдвіна особливим.

## Питання бісексуальності
Єн Янг стверджує, що в романі гомосексуальне й бісексульне життя в західному світі зображається дещо неточним і невизначеним. Критик зазначає, що, незважаючи на "ніжність та позитивні якості" твору, він все одно закінчується вбивством.
Нещодавні дослідження були зосереджені на більш точному визначенні бісексуальності в романі. Деякі науковці стверджують, що головних героїв - Девіда й Джованні - можна розглядати як бісексуалів. Майкен Соллі зазначає, що хоча більшість читачів розглядає головних героїв як гомосексуалів, "...бісексуальна перспектива може бути такою ж цінною та повчальною в розумінні роману, як розкриття теми бісексуального досвіду".
Хоча роман вважається гомосексуальним і бісексуальним, Болдвін інколи казав, що він "не стільки про гомосексуальність, а про те, що може відбутися з вами, якщо ви боїтеся, що нікого не зможете полюбити". Головний герой роману, Девід, виглядає неспроможним, обираючи між Геллою та Джованні, він висловлює до обох почуття ненависті й кохання, хоча інколи сумнівається в достовірності своїх почуттів.

## Натхнення
Можна стверджувати, що головний герой дещо схожий на Болдвіна з Парижа, після того, як письменник покинув США, стикаючись із сильним виявом расизму. Хоча Девід не був жертвою расизму як автор, він американець, що все таки втікає до Парижа. Однак, коли в письменника питали в інтерв'ю 1980 року, чи справді роман є автобіографічним, Болдвін пояснює, що на нього вплинули власні спостереження в Парижі, але роман не був обов'язково написаний за власним досвідом:
"Ні, це, скоріше за все, вивчення того, що могло б бути чи як я відчуваю, як має, власне, бути. Я маю на увазі, наприклад, певних людей, яких я зустрів. Ми всі познайомилися в барі, там був білявий француз, який купив нам напої. І, двома чи трьома днями пізніше, я побачив його обличчя на шпальті паризької газети. Він був заарештований, а пізніше страчений на гільйотині. Ця подія засіла в моїй голові."

## Літературне значення та критика
Хоча Болдвін зазначає, що «сексуальне та расистське питання були завжди пов'язані між собою», у «Кімнаті Джованні» всі герої є білими. Це було сюрпризом для читачів, оскільки письменник насамперед був відомим за романом «Go Tell It on the Mountain», у якому робить опір на африкансько-американський досвід. Підкреслюючи неможливість охопити одразу дві проблеми, Болдвін сказав:
Я абсолютно точно не міг — не в той момент мого життя — впоратися з іншою серйозною проблемою — «негритянською». Важко було впоратися з висвітленням сексуально-морального питання. Я не міг вмістити дві теми в одному творі. Було надто затісно для цього.
Натан А. Скотт (молодший), наприклад, вказує, що роман «Go Tell It on the Mountain» показує «пристрасне ототожнення» Болдвіна з народом, тоді як «Кімнату Джованні» можна вважати «відхиленням, своєрідний обходом». Ідентифікація Болдвіна геєм і темношкірим піддавалася сумніву як і темношкірими, так і білими людьми. Його мужність ставилася під сумнів через очевидне гомосексуальне бажання до білих чоловіків — у зв'язку з цим його вважали схожим на білу жінку. Товариші розглядали письменника «не занадто чорним» через це, а учасники Руху за громадянські права афроамериканців у США взагалі назвали його підривником.
Американський видавець письменника, Кнопф, зробив припущення, що Болдвін «спалив» книгу через те, що питання гомосексуальності віддалятиме його від темношкірих читачів. Йому казали: «Ти не можеш дозволити собі віддалятися від аудиторії. Ця книга зруйнує тобі кар'єру, тому що ти не пишеш про ті ж речі тим ж стилем, що був раніше. Ми не публікуватимемо цю книгу послугою для тебе». Однак, після публікації, критики не були надто суровими, дякуючи репутації Болдвіна як письменника. «Кімната Джованні» отримала 2 місце в списку 100 найкращих гомосексуальних романів, складеному видавництвом The Publishing Triangle у 1999 році.
5 листопада 2019 року, BBC News занесла «Кімнату Джованні» до списку 100 найбільш впливових романів.
Роман польського письменника Томаша Єдровські «Swimming in the Dark» показує белетристичне зображення життя ЛГБТ-спільноти в Польській Народній Республіці. Посилаючись на «Кімнату Джованні» як роман, що мав основний вплив на написання твору, Єдровські віддає за потрібне наголосити на Джеймсі Болдвіні, включивши його роботу у свій роман. Двоє головних героїв закохуються після того, як один позичає копію «Кімнати Джованні» іншому.